# Aloísio Lorscheider
Aloísio Leo Arlindo Lorscheider (Picada Geraldo, 8 ottobre 1924 – Porto Alegre, 23 dicembre 2007) è stato un cardinale e arcivescovo cattolico brasiliano.

## Biografia
I genitori discendevano da immigrati tedeschi. Entrò nel 1934 nel seminario dei padri francescani a Taquari. Nel 1942 aveva fatto il noviziato e seguito il primo anno di filosofia nel Convento di San Bonaventura a Garibaldi, nel sud del Paese. Nel 1944 venne trasferito al Convento di Sant'Antonio a Divinópolis (Stato di Minas Gerais), dove terminò il corso di filosofia e studiò teologia. Nato come Leo Arlindo Lorscheider, in quel periodo adottò il nome religioso di fra Aloísio, che ha conservato fino alla morte.
Entrò nell'Ordine dei Frati Minori a 18 anni, emettendo la professione solenne il 13 marzo 1946. Ordinato sacerdote francescano il 22 agosto 1948, si laureò nel 1952 in teologia dogmatica nel Pontificio Ateneo Antonianum di Roma.
Il 3 febbraio 1962 è stato nominato da papa Giovanni XXIII vescovo della giovane diocesi di Santo Ângelo, nel sud del Brasile, ricevendo l'ordinazione episcopale il 20 maggio 1962 (consacrante cardinale Alfredo Vicente Scherer, coconsacranti vescovo Benedito Zorzi e vescovo Luiz Felipe de Nadal) e adottando il motto "In cruce salus et vita", "Nella croce la salvezza e la vita".
Nel novembre 1963 è stato eletto dall'Assemblea del Concilio Vaticano II come membro delle commissioni conciliari, specificamente per la Segreteria per l'Unione dei Cristiani.
Dopo l'incontro tenutosi l'11 aprile 1969 nel convento del Divino Maestro ad Ariccia, fu protagonista di una serie di strette di mano pubbliche fra alti prelati e capi della Massoneria.
Nel 1973 fu promosso arcivescovo di Fortaleza.
Papa Paolo VI lo innalzò alla dignità cardinalizia nel concistoro del 24 maggio 1976. Partecipò ai due conclavi del 1978, che elessero Giovanni Paolo I e Giovanni Paolo II. È noto che il cardinale Albino Luciani (eletto papa con il nome di Giovanni Paolo I) abbia votato per lui nel conclave che lo elesse al soglio di Pietro. È stato cavaliere di collare e gran priore dell'Ordine Militare del SS. Salvatore e di S. Brigida di Svezia sino alla morte.
Il 24 maggio 1995 fu trasferito all'arcidiocesi di Aparecida, che resse fino al 28 gennaio 2004, quando ricevette la notizia dell'accettazione della sua rinuncia al governo pastorale dell'arcidiocesi. Fu sostituito da monsignor Raymundo Damasceno Assis.
È deceduto il 23 dicembre 2007 alle ore 5.20 nel convento francescano di Porto Alegre, dove si era ritirato negli ultimi anni. Venne sepolto presso il Convento dei Francescani Minori di Daltro Filho, a Porto Alegre.

## Genealogia episcopale e successione apostolica
La genealogia episcopale è:
- Cardinale Scipione Rebiba
- Cardinale Giulio Antonio Santori
- Cardinale Girolamo Bernerio, O.P.
- Arcivescovo Galeazzo Sanvitale
- Cardinale Ludovico Ludovisi
- Cardinale Luigi Caetani
- Cardinale Ulderico Carpegna

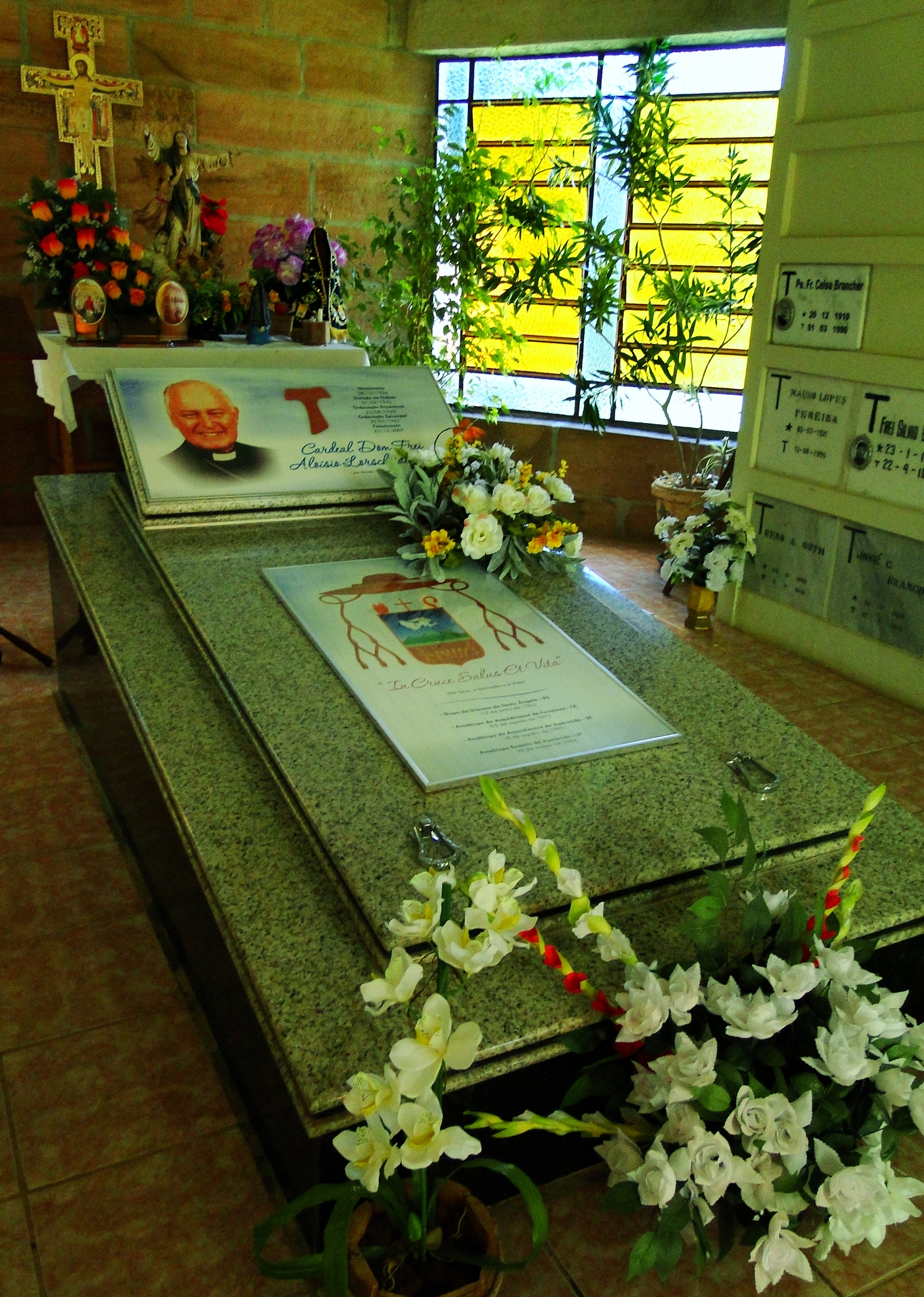
La tomba del cardinal Lorscheider

- Cardinale Paluzzo Paluzzi Altieri degli Albertoni
- Papa Benedetto XIII
- Papa Benedetto XIV
- Papa Clemente XIII
- Cardinale Marcantonio Colonna
- Cardinale Giacinto Sigismondo Gerdil, B.
- Cardinale Giulio Maria della Somaglia
- Cardinale Carlo Odescalchi, S.I.
- Vescovo Eugène de Mazenod, O.M.I.
- Cardinale Joseph Hippolyte Guibert, O.M.I.
- Cardinale François-Marie-Benjamin Richard de la Vergne
- Cardinale Pietro Gasparri
- Cardinale Carlo Chiarlo
- Cardinale Alfredo Vicente Scherer
- Cardinale Aloísio Leo Arlindo Lorscheider, O.F.M.

La successione apostolica è:
- Vescovo Estanislau Amadeu Kreutz (1972)
- Cardinale Cláudio Aury Affonso Hummes, O.F.M. (1975)
- Vescovo Patrício José Hanrahan, C.SS.R. (1979)
- Vescovo Geraldo Nascimento, O.F.M.Cap. (1982)
- Vescovo Benedito Francisco de Albuquerque (1985)
- Vescovo Francisco Javier Hernández Arnedo, O.A.R. (1991)
- Vescovo Carmo João Rhoden, S.C.I. (1996)
- Vescovo Luís Flávio Cappio, O.F.M. (1997)
- Vescovo Irineu Silvio Wilges, O.F.M. (2000)
- Vescovo Joércio Gonçalves Pereira, C.SS.R. (2006)